# Franz Josef I. (Liechtenstein)

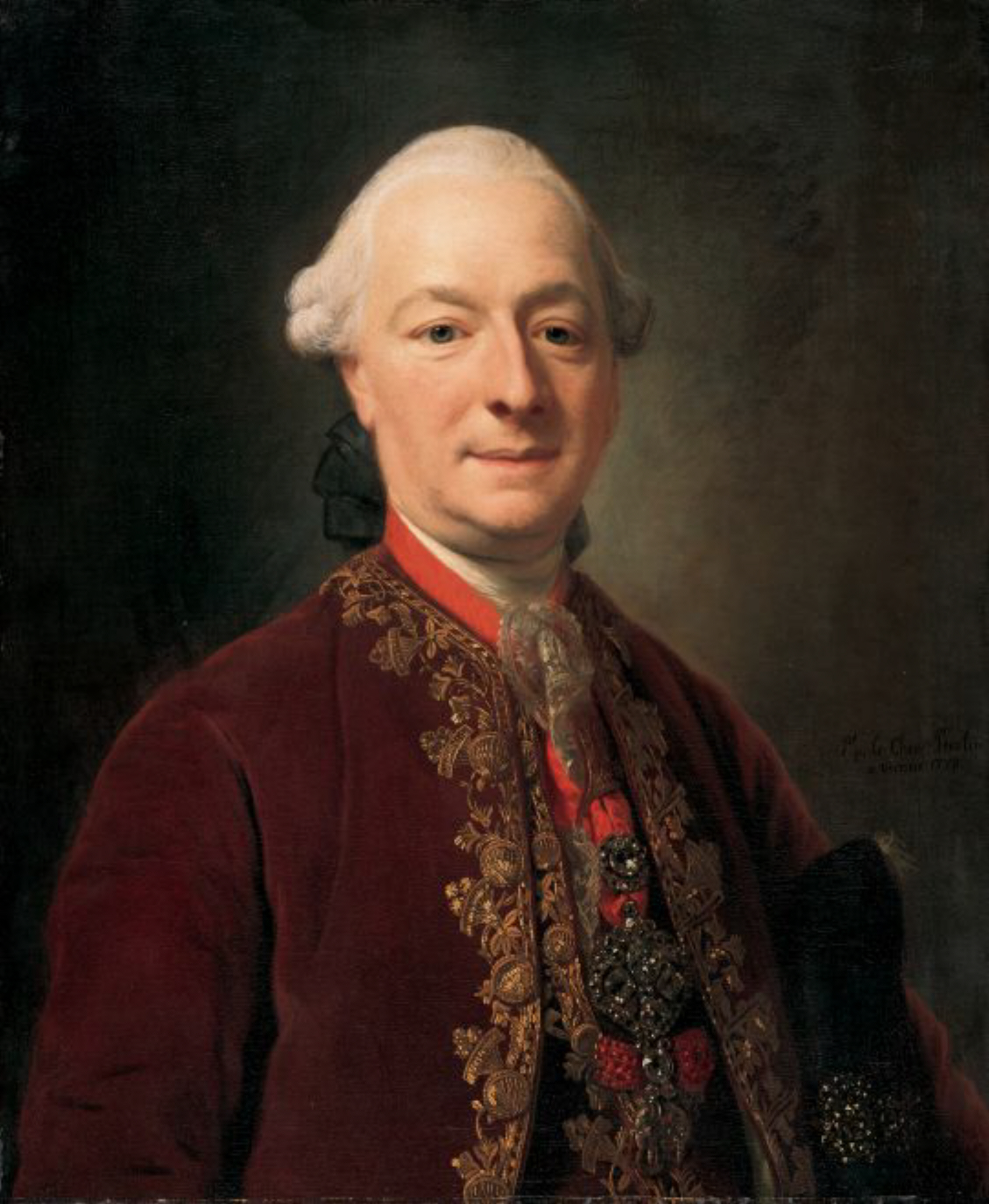
Franz Josef I. von Liechtenstein (Gemälde von Alexander Roslin 1778)

Franz Josef I. (Franz de Paula Joseph Johann Nepomuk Andreas; * 19. November 1726 in Mailand; † 18. August 1781 in Metz) war vom 10. Februar 1772 bis zu seinem Tod regierender Fürst von Liechtenstein.

## Biografie
Liechtenstein war der älteste Sohn des Fürsten Emanuel von und zu Liechtenstein (1700–1771) und dessen Gattin Maria Antonia, geborene Gräfin von Dietrichstein (1706–1777). Er wuchs in nächster Nähe zu seinem berühmten Onkel Joseph Wenzel auf, dessen einziger Sohn vor Erreichung des vierten Lebensjahrs verstorben war. Im Gefolge seines Onkels nahm er 1746 an der Schlacht bei Piacenza teil und bereiste nach deren für Österreich siegreichen Ausgang die italienischen Staaten. Der unerwartete Tod seines Vetters zweiten Grades Fürst Johann Nepomuk Karl 1748 und der Umstand, dass aus der Ehe seines Onkels keine weiteren Nachkommen zu erwarten waren, machten ihn zum zukünftigen Erben des Hauses Liechtenstein.
Als Ehrenkavalier an der Seite seines Onkels machte er 1760 die Reise nach Parma zur Einholung der Braut des österreichischen Thronfolgers Erzherzog Joseph. 1761 begleitete er als Oberstkämmerer Herzog Karl Alexander von Lothringen zu seiner Wahl zum Hochmeister des Deutschen Ordens nach Mergentheim. Sodann unternahm er eine Reise in die Österreichischen Niederlande, die Republik der Vereinigten Niederlande und nach Paris, wo er sich während vier Monaten aufhielt. Anschließend kehrte er nach Wien zurück. 1763 erhielt er vom kaiserlichen Hof den Auftrag, sich nach Spanien zu begeben, um Infantin Maria Ludovica von Spanien, Tochter König Karls III., als Braut für Erzherzog Leopold, Großherzog von Toscana, zu gewinnen. Im Rahmen dieser Brautwerbung hatte er ein Porträt des Erzherzogs zu überbringen. Die Werbung war erfolgreich, denn es kam infolgedessen tatsächlich zur Vermählung. 1767 wurde er zum Geheimen Rat ernannt.
Mit dem Tod seines Vaters 1771 erbte er zunächst die Herrschaft Mährisch Kromau (Kleines Majorat). Am 10. Februar 1772 folgte er seinem Onkel als regierender Fürst und Majoratsherr des Hauses Liechtenstein. Aufgrund hausrechtlicher Vereinbarungen musste er das Kleine Majorat nun an seinen jüngeren Bruder Karl Borromäus abtreten. Für die Übernahme des Großen Majorats hatte er einen Erbschaftssteuerbetrag von 409.000 Gulden zu bezahlen. Zehn Tage nach dem Ableben seines Onkels starb auch seine Tante vierten Grades Maria Theresia. Gestützt auf ihr Testament gelangte er in den Besitz ihrer bedeutenden Güter. In Befolgung dieses Testaments versuchte er, die geerbten Güter als Fideikommiss mit dem Großen Majorat zu vereinigen, wozu er trotz eines Gesuchs von 1775 an Kaiserin Maria Theresia keine Bewilligung erhielt. Die Besitzungen behielten ihre allodiale Eigenschaft.
War Liechtenstein noch ganz im barocken Repräsentationsverständnis seines Onkels aufgewachsen und erzogen worden, begann mit seinem Regierungsantritt eine neue Ära für die fürstliche Familie, die dadurch gekennzeichnet war, dass der prestigebringende Hofdienst an Bedeutung verlor. Vielmehr gewannen wirtschaftliche Erwägungen und die Verwaltung der eigenen Besitzungen an Gewicht. Unter seiner Regentschaft setzten die notwendig gewordenen Wirtschaftsreformen ein. Kurz nach Übernahme des Großen Majorats ließ er den Barockgarten des Gartenpalais Liechtenstein in Wien in einen englischen Landschaftsgarten umwandeln. 1773 nahm er Angelo Soliman als Erzieher in seine Dienste auf. Nach Plänen des Architekten Isidore Canevale wurde Schloss Eisgrub im klassizistischen Stil umgebaut. 1776 berief er Johann Dallinger von Dalling zum Galerieinspektor, welcher die Neukatalogisierung der Galerie der Fürstlichen Sammlungen übernahm. Mit hoher Wahrscheinlich gehen auf Liechtenstein auch der Erwerb großer Mengen ostasiatischer Porzellane aus China und Japan zurück.
1777 erhielt er die Genehmigung, alljährlich im kaiserlichen Hauptmünzamt eine große Anzahl eigener liechtensteinischer Münzen schlagen lassen zu dürfen. 1778 erfolgte seine Ernennung zum Präsidenten des niederösterreichischen Herrenstandes. Im Sommer 1781 reiste er gemeinsam mit seiner Gattin und seinem Sohn Johann nach Spa, um sich in den dortigen Heilbädern zu erholen. Alsdann beabsichtigte er, nach Paris weiterzureisen. In Metz angekommen, erkrankte er jedoch schwer. Liechtenstein verstarb am 18. August 1781. Sein Leichnam wurde nach Wranau überführt und in der Familiengruft bestattet.

## Familie

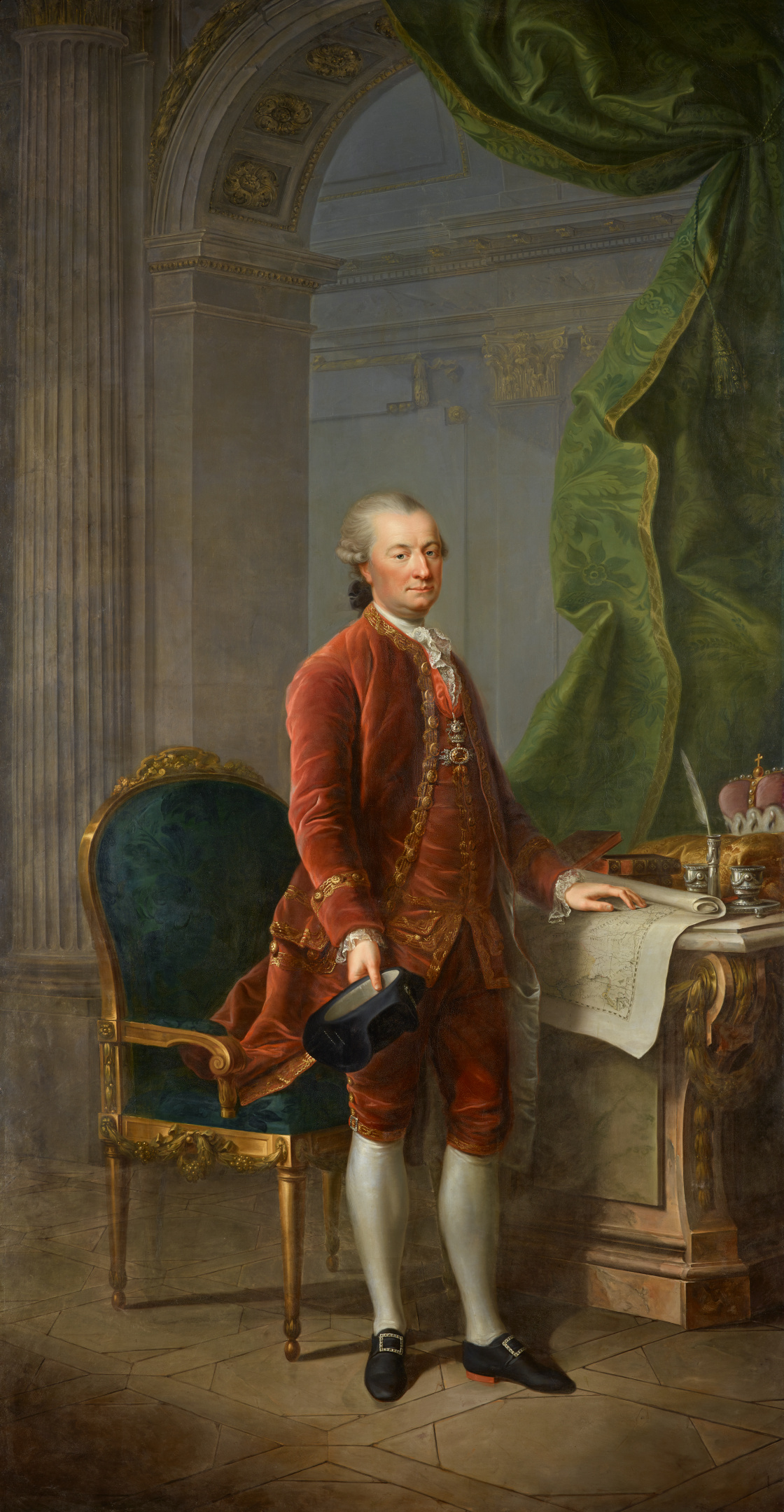
Franz Josef I. von Liechtenstein (Gemälde von Friedrich Oelenhainz 1776)

Liechtenstein heiratete am 6. Juli 1750 in Feldsberg Gräfin Leopoldine von Sternberg (1733–1809), Tochter des Grafen Franz Philipp von Sternberg (1708–1786) und dessen Gattin Maria Leopoldina, geborene Gräfin von Starhemberg (1712–1800). Aus der Ehe gingen acht Kinder hervor:
- Joseph (* 6. Juli 1752; † 17. Februar 1754)
- Leopoldina (* 30. Januar 1754; † 16. Oktober 1823) ⚭ 1771 Landgraf Karl Emmanuel von Hessen-Rotenburg (1746–1812)
- Antonia  (* 14. März 1756; † 1. Dezember 1821), Pröpstin von Stift Rellinghausen
- Franz Joseph (* 19. Mai 1758; † 15. August 1760)
- Alois I. (* 14. Mai 1759; † 24. März 1805) ⚭ 1783 Gräfin Karoline von Manderscheid-Blankenheim (1768–1831)
- Johann I. Joseph (* 27. Juni 1760; † 20. April 1836) ⚭ 1792 Landgräfin Josepha zu Fürstenberg (1776–1848)
- Philipp (* 2. Juli 1762; † 18. Mai 1802), unverheiratet
- Maria Josepha (* 13. April 1768; † 8. August 1845) ⚭ 1783 Fürst Nikolaus II. Esterházy de Galantha (1765–1833)

## Auszeichnungen
- 1771: 789. Ritter des Ordens vom Goldenen Vlies